# 合肥工业大学屯溪路校区主教学楼
合肥工业大学屯溪路校区主教学楼及东西附属楼是位于安徽省合肥市包河区屯溪路194号的一组苏式建筑，全部建成于1950年代后期。2012年，主教学楼列入第六批安徽省文物保护单位，亦是今合肥工业大学校徽图案。
合肥工业大学的前身淮南煤矿工业专科学校原在淮南市。因预备学校搬迁之故，1955年在合肥开工建设教学楼。1956年，东西附属楼完工。1956年7月，学校搬迁到合肥市:314—315，同时更名为合肥矿业学院。
1958年，主教学楼开工建设。原设计为十三层、带尖塔顶的苏式建筑。中国煤炭部审批时，认为楼层太高，削减至九层。安徽省政府审批时，又削减到六层。学校自筹部分资金，加盖一层。最终建成七层楼房:315。成为当时安徽省最高的楼房。
2002年，合肥工业大学对主教学楼实施水、电、消防、外墙清洗、室内装修、门厅高级装饰等方面的改造工程。2011年3月，以合肥工业大学主教学楼（含东西附属楼）之名列为合肥市文物保护单位。2012年6月，主教学楼以合肥工业大学屯溪路校区主教学楼之名列入第六批安徽省文物保护单位。